# Recherche de civilisations extraterrestres
La recherche de civilisations extraterrestres désigne un ensemble de théories, de tentatives et de projets ayant pour finalité la détection astronomique ou radio astronomique d'indices prouvant l'existence d'une civilisation extraterrestre. La recherche de civilisations ailleurs dans l'espace a donné lieu à une abondante littérature scientifique, notamment au sein du programme SETI. Alors que l'exobiologie examine les conditions d'apparition et de maintien de la vie extraterrestre sous toutes ses formes (y compris microscopiques), et que l'astrosociobiologie explore les formes d’organisation sociales d'autres mondes, la recherche de civilisations extraterrestres cherche à mettre en évidence les traces passées (archéologie interstellaire) ou actuelles (ingénierie stellaire) d'une vie intelligente.
La recherche de civilisations extraterrestres repose aussi sur le progrès dans la communication interstellaire, sur les découvertes de la colonisation de l'espace et sur les modèles et hypothèses quant à la colonisation de la galaxie par l'humanité. La quête de races de vie intelligente autre que la nôtre s’appuie également sur des débats scientifiques et philosophiques comme le paradoxe de Fermi ou encore l'échelle de Kardashev, et sur des outils conceptuels (sphère de Dyson) ou statistiques (équation de Drake).
Les scientifiques, venant de divers domaines tels la physique, la biologie, l'astronomie ou encore les mathématiques, ont étudié la question de la recherche de civilisations extraterrestres, notamment lors d'événements restés fondateurs comme le programme SERENDIP ou la conférence Byurakan.